# Mettau

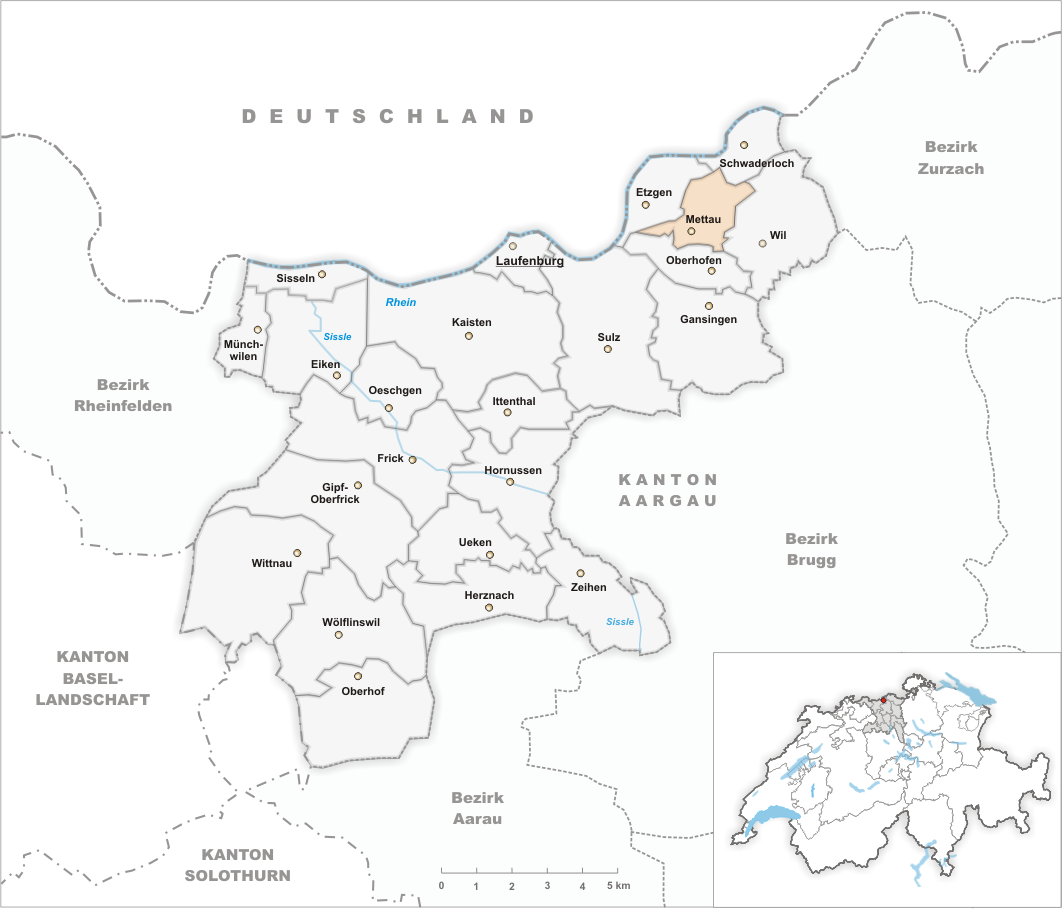
Gemeinstand vor der Fusion am 1. Januar 2010

Mettau (in der lokalen Mundart Mätteb, ˈmætːəb) ist ein Dorf im Schweizer Kanton Aargau. Es liegt im Nordosten der Region Fricktal. Bis Ende 2009 bildete Mettau eine eigenständige Einwohnergemeinde im Bezirk Laufenburg, seither ist es eines von fünf Dörfern in der neu entstandenen Gemeinde Mettauertal.

## Geographie

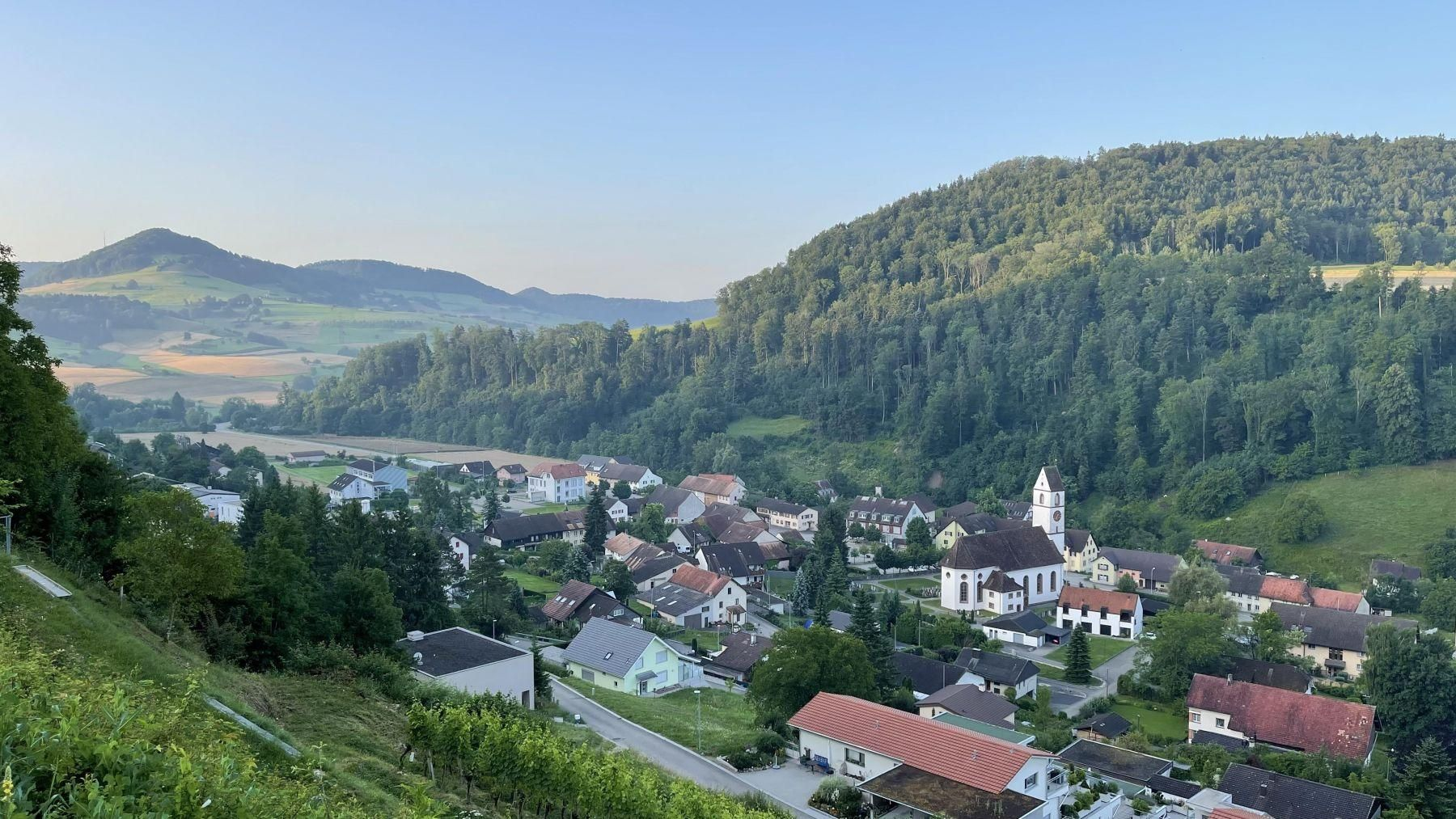
Mettau mit Blick zum oberen Talende.

Das Dorf liegt im unteren Teil des Mettauertals, an einer Stelle, wo sich das ansonsten eher schmale Tal etwas ausweitet. Ein wenig östlich des Dorfzentrums fliesst der Mettauerbach in den Etzgerbach; letzterer mündet nach zweieinhalb Kilometern in den Hochrhein. Das Tal wird auf beiden Seiten von Hügeln des Tafeljuras begrenzt, die im unteren Bereich steil aufragen und danach in flacher ansteigende Hochebenen übergehen.
→Mettauer Überschiebung
Im Norden befindet sich die zu einem grossen Teil landwirtschaftlich genutzte Zelgebene, die durchschnittlich 120 Meter über dem Talboden liegt; an deren Flanke wird Weinbau betrieben. Die Ebene dehnt sich über einen Kilometer in nördlicher Richtung bis zum Ischlag (508 m ü. M.) aus und fällt dann steil zum Rhein ab; im Osten wird sie durch den schmalen Grat der Egghalde begrenzt (566 m ü. M.). Auf der anderen Talseite erstreckt sich das Gemeindegebiet auf dem steilen Nordhang der Meiershalde, bis in eine Höhe von rund 450 m ü. M.
Die Fläche des ehemaligen Gemeindegebiets betrug 329 Hektaren, davon waren 178 Hektaren bewaldet und 15 Hektaren überbaut. Die höchste Stelle des Gemeindegebiets lag auf 555 Metern auf der Egghalde, die tiefste Stelle auf 325 Metern am Etzgerbach. Nachbargemeinden waren Schwaderloch im Norden, Wil im Osten, Oberhofen im Süden und Etzgen im Westen.

## Geschichte
Eine in Thessaloniki während der Regierungszeit von Konstantin dem Grossen geprägte Goldmünze, die 1922 in Mettau gefunden wurde, weist darauf hin, dass während der Römerzeit ein Weg von Vindonissa durch das Mettauertal zum Rhein existierte. Die erste urkundliche Erwähnung von Mettowe erfolgte im Jahr 1254. Der Ortsname lässt sich aus dem althochdeutschen metamun ouwo ableiten und bedeutet «beim in der Mitte gelegenen wassernahen Land».
Das Dorf bildete den Mittelpunkt eines Gerichtskreises und eines Dinghofes, der im Besitz des adligen Damenstift Säckingen war. Er war aus einem früheren Rodungsverband entstanden und umfasste das gesamte Mettauertal mit Ausnahme von Gansingen. Die Landesherrschaft über das Gebiet lag bis 1386 bei den Grafen von Habsburg-Laufenburg und ging dann an die ältere Linie der Habsburger über. Diese verpfändeten nach dem Waldshuterkrieg von 1468 das gesamte Fricktal an Burgund. Als die Burgunder von den Eidgenossen während der Burgunderkriege vernichtend geschlagen worden waren, kam Mettau 1477 wieder unter österreichische Herrschaft.

Luftansicht (1958)

Nach der Reichsreform des österreichischen Kaisers Maximilian I. im Jahr 1491 gehörte Mettau zu Vorderösterreich und war Teil der Kameralherrschaft Laufenburg. Während des Schwabenkriegs von 1499 zogen Bauern aus dem Mettauertal plündernd durch die Dörfer im benachbarten Berner Aargau. Im 17. Jahrhundert gab es kaum längere Friedenszeiten. Der Rappenkrieg, ein Bauernaufstand, dauerte von 1612 bis 1614. Der Dreissigjährige Krieg, der zwischen 1633 und 1638 auch das Fricktal erfasste, warf das Dorf in seiner wirtschaftlichen Entwicklung zurück. Auch während des Pfälzischen Erbfolgekriegs (1688–1697) zogen fremde Truppen durch die Region.
1797 wurde das Fricktal nach dem Frieden von Campo Formio ein französisches Protektorat. Während des Zweiten Koalitionskrieges verlief hier die Frontlinie zwischen den Armeen Frankreichs und Österreichs. Am 20. Februar 1802 wurde der Kanton Fricktal gegründet, der sich im August der Helvetischen Republik anschloss; damit war Mettau schweizerisch geworden. Die Gemeinde war daraufhin Teil des Distrikts Laufenburg. Nach der Vereinigung des Fricktals mit dem Kanton Aargau am 19. März 1803 verkleinerte sich die Grossgemeinde Mettau, da die einzelnen Dörfer sich loslösten und eigenständige Gemeinden bildeten: Wil machte 1803 den Anfang, danach folgten 1832 Oberhofen und schliesslich 1833 Etzgen. Der grösste Teil des Dorfes wurde 1827 durch einen verheerenden Brand zerstört.
Bis weit ins 20. Jahrhundert hinein blieb Mettau landwirtschaftlich geprägt. Zwischen 1900 und 1980 sank die Bevölkerungszahl um zwanzig Prozent, seither ist wieder eine leichte Zunahme zu verzeichnen. Am 20. März 2008 beschloss die Gemeindeversammlung die Fusion von Mettau mit Etzgen, Hottwil, Oberhofen und Wil zur Gemeinde Mettauertal. Die Urnenabstimmung am 1. Juni 2008 fiel ebenfalls zugunsten einer Fusion aus. Der Zusammenschluss erfolgte am 1. Januar 2010.

## Wappen
Die Blasonierung des ehemaligen Gemeinde- und heutigen Dorfwappens lautet: «Geteilt von Rot mit wachsendem gelbem Löwen und von Weiss mit ausgerissener fünfblättriger grüner Linde.» Das Wappen wurde 1924 eingeführt. Der Löwenrumpf deutet auf die frühere Herrschaft der Grafen von Habsburg-Laufenburg hin. Im unteren Teil des Wappens war der Stammbaum des Herrscherhauses abgebildet, was jedoch nach den Regeln der Heraldik unzulässig ist. Der Gemeinderat ersetzte ihn deshalb 1953 durch die fünfblättrige Linde.

## Bevölkerung
Bevölkerungsentwicklung:
| Jahr      | 1850 | 1900 | 1930 | 1950 | 1960 | 1970 | 1980 | 1990 | 2000 | 2009 |
| Einwohner | 387  | 302  | 272  | 270  | 270  | 251  | 242  | 264  | 301  | 301  |

Am 31. Dezember 2009 lebten 301 Menschen in Mettau, der Ausländeranteil betrug 7,6 %. Bei der Volkszählung 2000 waren 70,8 % römisch-katholisch und 17,9 % reformiert; 2,3 % gehörten anderen Glaubensrichtungen an. 97,7 % bezeichneten Deutsch als ihre Hauptsprache.

## Sehenswürdigkeiten
Die Pfarrkirche St. Remigius wurde von 1773 bis 1776 im spätbarocken Stil gebaut. Der Turm wurde von der vormaligen Kirche aus dem Jahr 1670 übernommen. Der Hausstein, der für den Bau verwendet wurde, stammt vom Steinbruch in Oberhofen. Die Bruchsteine wurden im Kienzen geschlagen. Der Innenraum wurde mit Fresken von Franz Fidel Bröchin und Stuckaturen von Luzius Gams ausgestattet. Die Altäre und die Kanzel bestehen aus marmoriertem Holz.
Eine ungewöhnliche Sehenswürdigkeit stellt die Gut-gemacht-Maschine dar, die seit 2020 zentral an der Hauptstrasse gelegen ihre Besucher für gute Taten lobt (Lage).

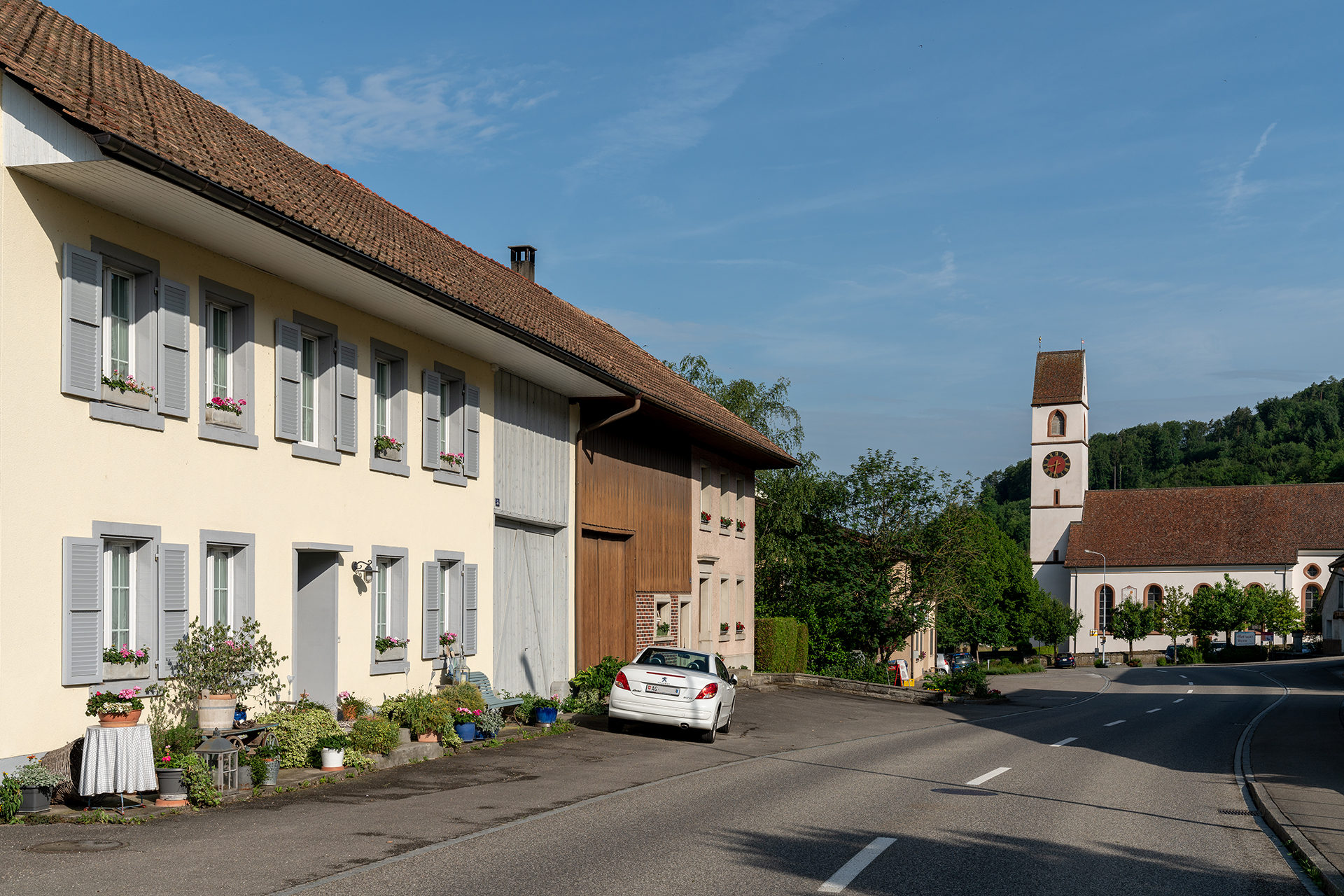
Hauptstrasse mit Pfarrkirche St. Remigius
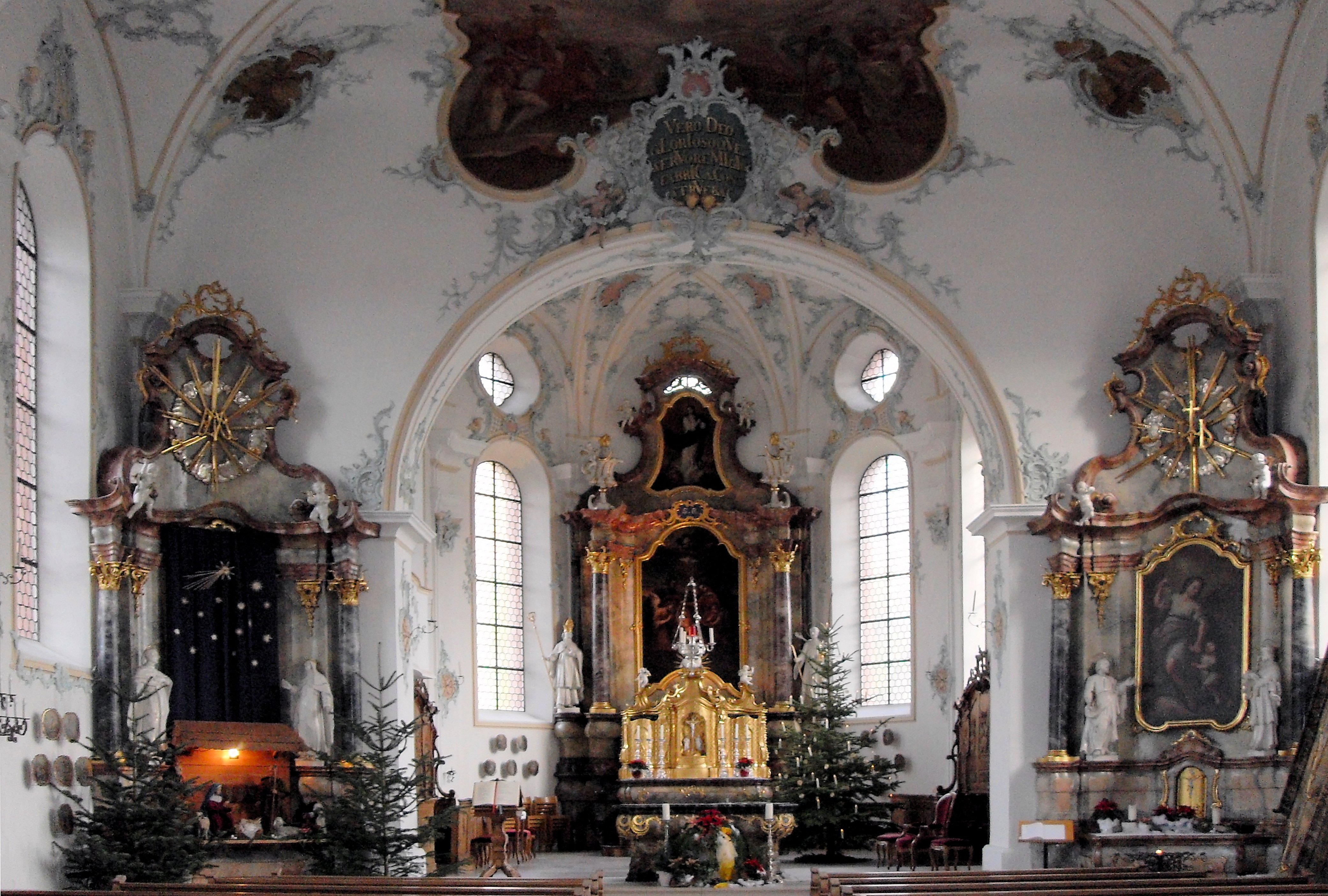
Innenansicht der Kirche
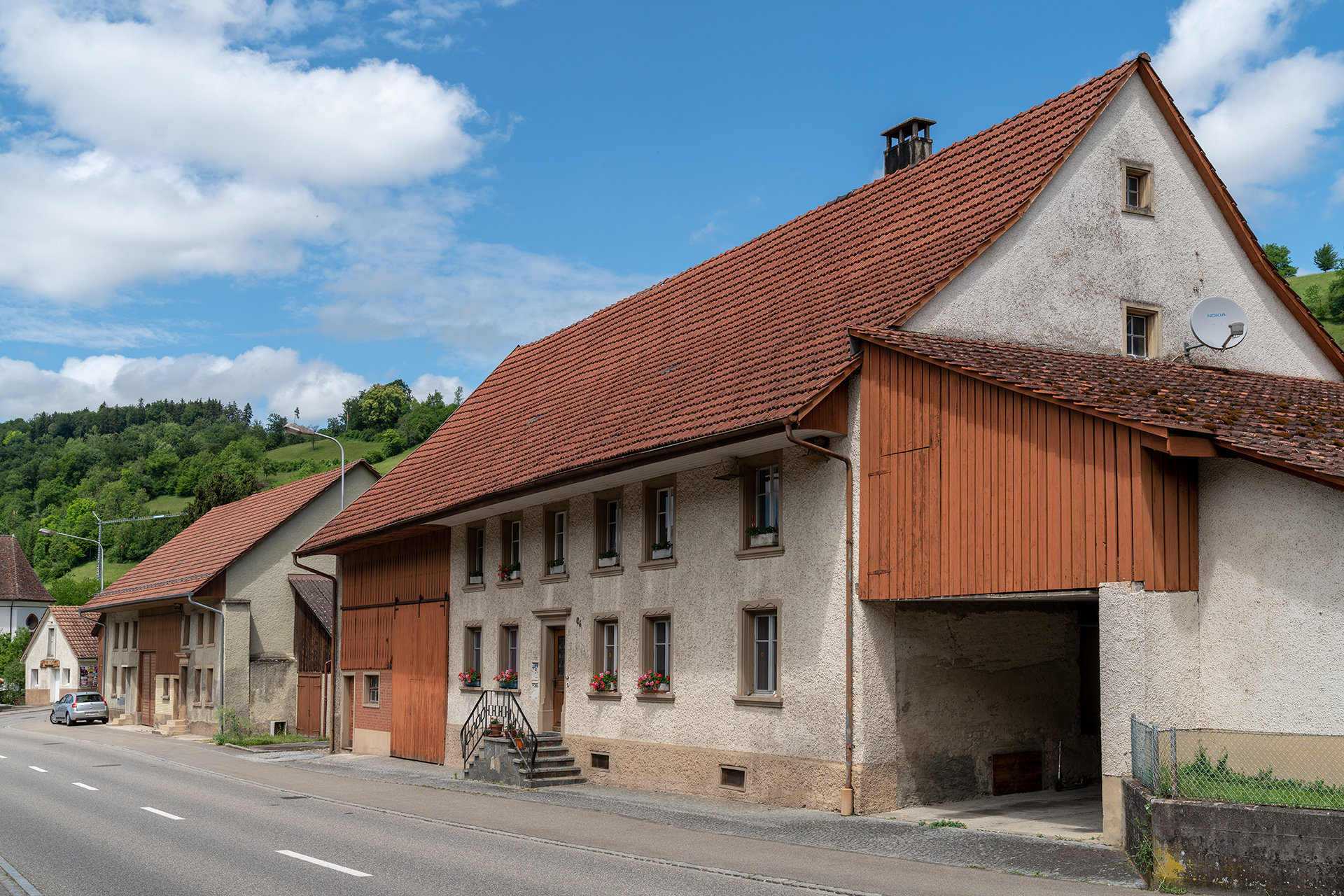
Ortstypische Bauernhäuser
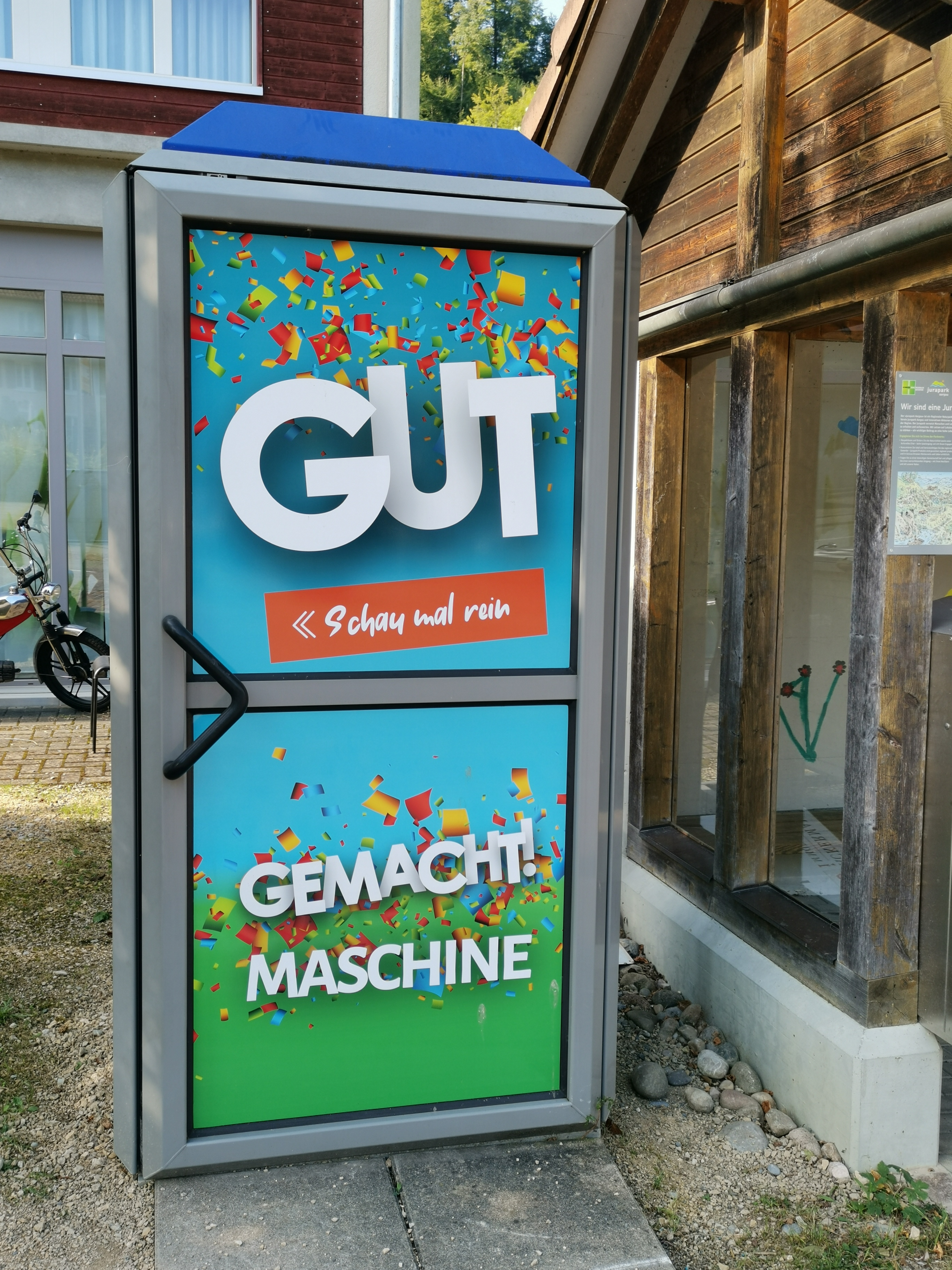
Gut-gemacht-Maschine in einer ehemaligen Telefonzelle

## Verkehr
Mettau liegt an der Kantonsstrasse 277, die vom Rheintal bei Etzgen über den Bürersteig nach Brugg führt. Östlich des Dorfes zweigt die Kantonsstrasse 444 ab; diese verläuft über Wil und Hottwil zum Bürersteig, wo sie wieder auf die Hauptverbindungsstrasse trifft. Die Anbindung an das Netz des öffentlichen Verkehrs erfolgt durch eine Postautolinie zwischen den Bahnhöfen Laufenburg und Brugg. Das Dorf ist an ein gut ausgebautes Wanderwegnetz angeschlossen und wird auch vom Flösserweg passiert. Mettau ist Ausgangspunkt und Ziel des Fricktaler Höhenwegs.